# Уагадугу

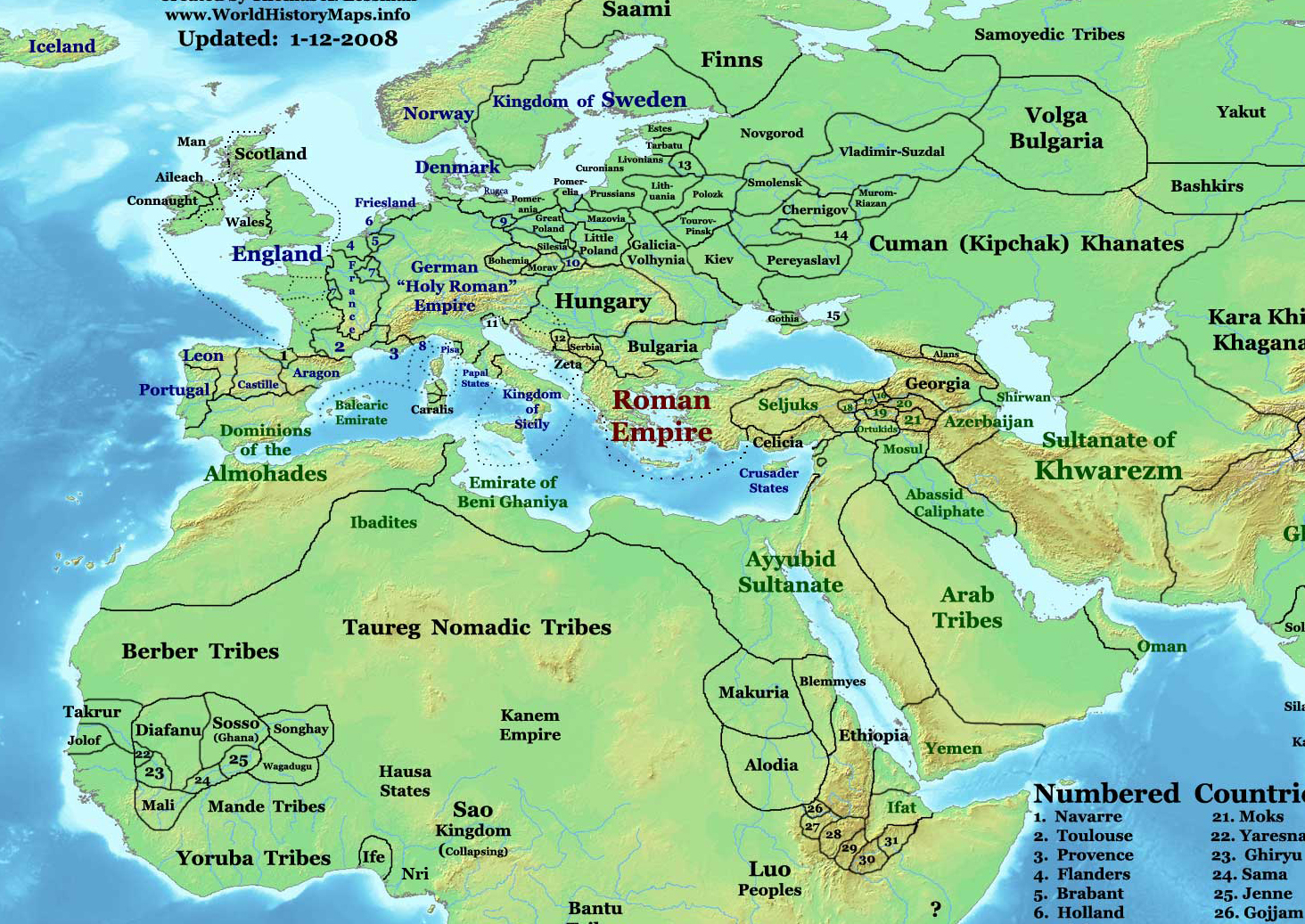
Королевство Уагадугу и его соседи к 1200 году

Уагаду́гу (фр. Ouagadougou [wa.ga.du.gu], мооре Ouagadougou [ˈwaɡᵊdᵊɡᵊ]) — столица Буркина-Фасо, в междуречье Красной и Белой Вольты, является административным, экономическим, транспортным и культурным центром страны.
Население — свыше 1 181 702 жителей (2006), то есть Уагадугу — самый большой город страны. Часто используется сокращенное название города — Уага. Катойконимы: уагадугцы, уагадугец. Прилагательное — уагадугский.
В городе расположены предприятия пищевой и текстильной промышленности. Имеется международный аэропорт, железнодорожный вокзал. Культурная жизнь представлена кинотеатрами, ночными клубами, французским и американским культурными центрами. Ранее в Уагадугу располагался один из крупнейших базаров Западной Африки, закрытый после пожара, произошедшего в 2003 году. Достопримечательностями города являются: Национальный музей Буркина Фасо, дворец Моро-Наба, Национальный музей музыки и несколько заведений, торгующих произведениями традиционных промыслов.

## Этимология и история
Топоним «Уагадугу» восходит к XV веку, когда в этих местах кочевали племена скотоводов нинси. Они находились в состоянии непрерывной гражданской войны до 1441 года, когда вождь Вубри (англ. Wubri) привёл к победе своё племя. Он изменил старое название местности Камби-Тенга на Вугудугу, что означает «место, где люди завоевали славу и почёт». Собственно слово «Уагадугу» (фр. Ouagadougou) появилось в результате влияния французской орфографии, получившей распространение в бывших французских колониях в Северной Африке. По другой версии, название Уагадугу происходит из языка мандинго, где dougou — «поселение».

## История

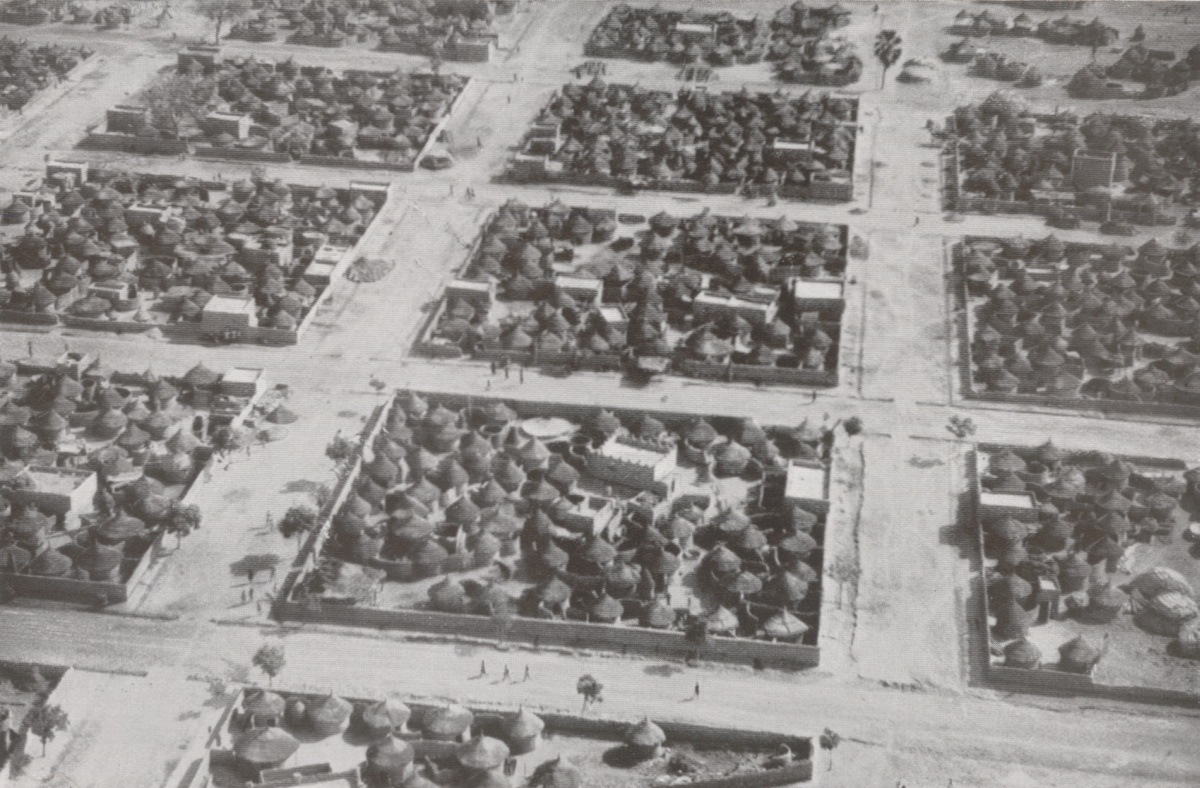
Уагадугу в 1930 г.

Город стал столицей Империи Моси в 1441 году и являлся постоянной столицей императоров Моси (Моро-Нааба) с 1681 года. Церемония Моро-Наба и поныне проводится каждую пятницу самим императором и его двором. Французы сделали Уагадугу столицей своей колонии Верхняя Вольта (которая в период независимости получила своё нынешнее название — Буркина-Фасо) в 1919 году. В 1954 году город был связан с Кот-д'Ивуаром железной дорогой. Население города удвоилось в период с 1954 по 1960 годы и с тех пор удваивается каждое десятилетие.

## Географическое положение
Город Уагадугу, расположенный на плато, вырос вокруг дворца Моро-Наба (король племен Моси), последовательно был столицей королевства Моси, Верхней Вольты и (после её переименования Тома Санкарой) Буркина-Фасо.
Расположен в центре провинции Кадиого и Центральной области, являясь их административным центром.
Железная дорога делит город на две части: северную, где расположены старые африканские кварталы, и южную, где размещены административные и общественные здания.

### Климат

Климат субэкваториальный с коротким влажным сезоном (май-сентябрь) и длительным сухим, который длится большую часть года. Среднегодовое количество осадков 750 мм. Среднегодовая температура составляет 28,4 °C, с вариациями от 24,7 °C (январь) до 32,8 °C (апрель).
Самая высокая зафиксированная температура достигла 48 °C, самая низкая +9 °C. Главные климатообразующие факторы — харматан и муссоны. Жарко круглый год: средний максимум варьирует в диапазоне +30 °C — +40 °C, причём наименьшие значения достигаются во влажный сезон (июль), а наивысшие — перед его началом (апрель).
Уагадугу находится в центре западной части африканского региона Судан — пограничной зоны между Сахелем и саванной.
| Показатель                    | Янв. | Фев. | Март | Апр. | Май  | Июнь | Июль  | Авг.  | Сен.  | Окт. | Нояб. | Дек. | Год   |
| ----------------------------- | ---- | ---- | ---- | ---- | ---- | ---- | ----- | ----- | ----- | ---- | ----- | ---- | ----- |
| Средний суточный максимум, °C | 32,9 | 35,8 | 38,3 | 39,3 | 37,7 | 34,7 | 32,1  | 31,1  | 32,5  | 35,6 | 35,9  | 33,4 | 34,9  |
| Средняя температура, °C       | 24,7 | 27,5 | 30,9 | 32,8 | 31,9 | 29,4 | 27,5  | 26,6  | 27,5  | 29,3 | 27,7  | 25,1 | 28,4  |
| Средний суточный минимум, °C  | 16,5 | 19,1 | 23,5 | 26,4 | 26,1 | 24,1 | 22,8  | 22,2  | 22,4  | 23,0 | 19,6  | 16,9 | 21,9  |
| Норма осадков, мм             | 0,1  | 0,5  | 5,9  | 26,5 | 66,8 | 97,5 | 176,2 | 214,2 | 121,2 | 33,5 | 1,2   | 0,2  | 743,8 |

## Политика
28 октября 2014 начались массовые выступления в столице Буркина-Фасо — Уагадугу, когда на улицы вышли сотни тысячи людей, недовольные новой конституционной реформой. Они блокировали главную дорогу города, а из-за опасений беспорядков были закрыты все магазины, школы и университеты. Несколько человек начали продвигаться за баррикады, угрожая выйти к парламенту, в результате чего полиция применила слезоточивый газ, и основная часть толпы ушла домой во второй половине дня. Мирные протесты прошли в большинстве городов страны, однако в одной области несколько человек напали на штаб-квартиру правящей партии, но никто не пострадал. 31 октября 2014 Президент Буркина-Фасо Блез Компаоре, занимавший пост президента страны в течение 27 лет, ушёл в отставку, и покинул страну, после чего получил убежище в Кот-д’Ивуаре. С 16 сентября 2015 года по 23 сентября 2015 года в Буркина-Фасо произошла попытка военного переворота под руководством бригадного генерала Дьендре Жильбера, в результате которой президент страны Мишель Кафандо был временно отстранён от исполнения своих обязанностей. 21 декабря 2015 года военная юстиция Буркина-Фасо выдала международный ордер на арест экс-президента страны Блеза Компаоре, который подозревается в причастности к убийству бывшего главы государства, лидера революционного режима Тома Санкара. 29 декабря 2015 года в должность президента Буркина-Фасо официально вступил Рок Марк Кристиан Каборе. Он победил на прошедших 29 ноября выборах, получив поддержку свыше 53 % избирателей. Избрание нового лидера позволило Буркина-Фасо подвести черту под переходным периодом, установленным в ноябре 2014 года после падения режима Блеза Компаоре.

## Местное самоуправление

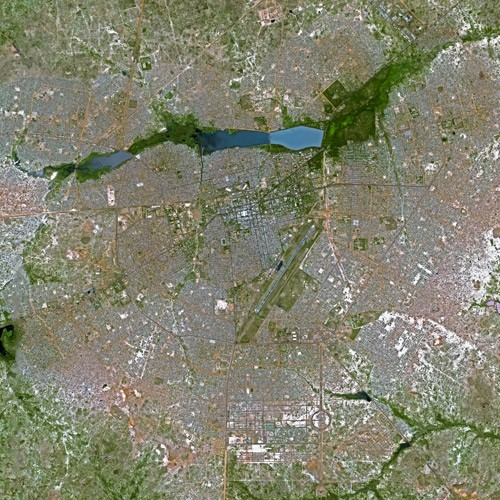
Вид Уагадугу со спутника

Первые муниципальные выборы были проведены в 1956 году.
Главой города является мэр, избираемый раз в пять лет. Городской совет состоит из 92 членов.
Город разделен на 5 районов, состоящих из 30 секторов, которые, в свою очередь, разделены на округи. В урбанизированный ареал Уагадугу площадью 219,3 км² входит 17 деревень. Население этого ареала достигает 1 475 000 жителей (48 % мужчины, 52 % женщины). Городское население составляет 95 %, плотность населения 6727 человек на квадратный километр (2006 г.). Городской совет принял решение о строительстве в городе высотных зданий, для поддержания статуса «культурного центра» (в Уагадугу проводятся SIAO (Международная Ярмарка Прикладных Ремесел) и FESPACO (Панафриканский Кино- и Телевизионный Фестиваль)). Кроме того, быстро растущий приток населения из соседних деревень требует строительства жилого фонда.
| Район        | Население (Перепись 2006) |
| ------------ | ------------------------- |
| Баскай       | 180 512                   |
| Богодого     | 374 473                   |
| Булмиугу     | 366 182                   |
| Нонгремассом | 188 329                   |
| Сиг-Ногин    | 163 859                   |

## Экономика
Национальный авиаперевозчик Air Burkina базируется в аэропорту Уагадугу (хаб).
Имеются хлопкоочистительные, (рисоочистительные, мясохладобойные предприятия, предприятия по переработке орехов арахиса и карите); обувная фабрика, шинный и цементный заводы, сборка велосипедов и мотоциклов.
В ТЭС Уагадугу находится 60 % установленных мощностей страны. Торговый центр важного сельскохозяйственного района. Одной из традиционных отраслей является ковроткачество.

## Транспорт
Большое количество горожан передвигается на мопедах и мотоциклах. Так, компания JC Megamonde продает в год ок. 50 000 мопедов и мотоциклов.
По городу также можно передвигаться на такси (традиционно окрашенных в зелёный цвет). Цена составляет 200—400 франков КФА, после 22 часов цена возрастает, доходя подчас до 1000 франков.
Аэропорт Уагадугу (код OUA) осуществляет полёты в страны Западной Африки и в Европу. Национальный перевозчик — компания Air Burkina.
Город Уагадугу соединен железными дорогами с Кот-д’Ивуаром и городом Кая на севере страны.

## Туризм и достопримечательности

### Парки
- Городской парк Бангр-Веугу (площадь — 2,63 км² (1 кв. миля)) в доколониальные времена принадлежал вождям Моси. Лес был священным местом, где совершался обряд инициации. Французские колонисты, игнорируя местные обычаи, создали в этом месте парк в 1930-х годах. В 1985 году была проведена реконструкция, а в январе 2001 года парк переименовали в «Parc Urbain Bangr-Weoogo», что означает «Городской парк „Лес знания“».
- «На территории парка L’Unité Pédagogique» (8 га) разводят полудиких животных. Также здесь размещается музей истории страны.

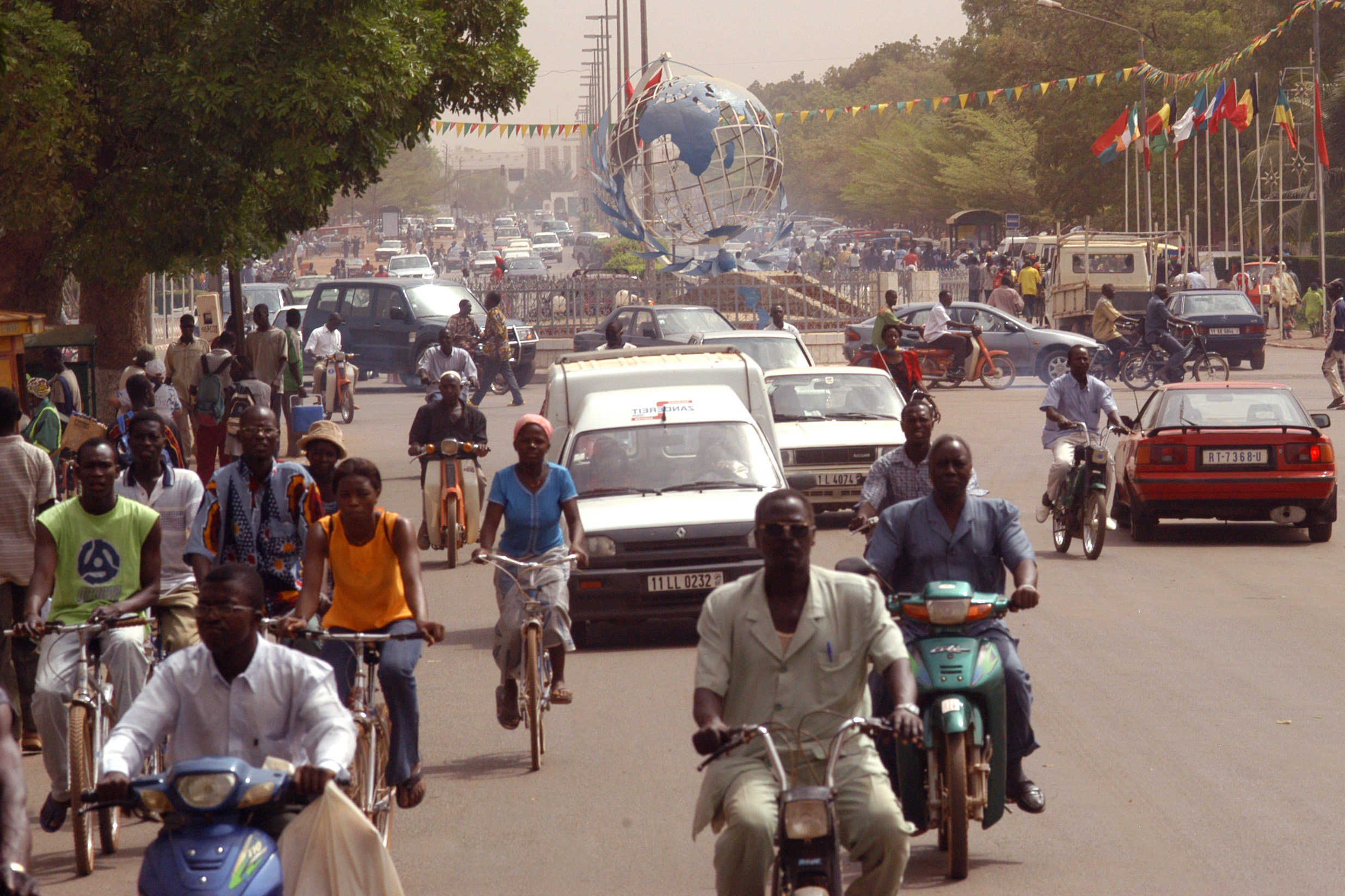
Перекресток Объединённых наций

- «Jardin de l’amitié Ouaga-Loudun» (Сад уага-лудёнской дружбы), был разбит в 1996 году, являя собой символ дружбы между Уагадугу и городом Лудён во Франции. Он расположен в центре города, неподалёку от перекрестка «Объединенных Наций».

### Другие достопримечательности
- «Нааба Кум» — памятник, изображающий женщину, несущую горлянку воды. 6-метровая статуя обращена лицом к городскому железнодорожному вокзалу, приветствуя путешественников, приезжающих в Уагу. Названием памятник обязан вождю, сыгравшему большую роль в истории страны.
- «Лайонго» — расположенные в 30 км к востоку от города гранитные плиты, обработанные множеством скульпторов и являющие собой образцы работ мастеров со всех пяти обитаемых континентов[13].
- «La Place du Grand Lyon» — монумент дружбы столицы Буркина-Фасо и французского Лиона, расположен рядом с Французским культурным центром им. Жоржа Мельеса. Представляет собой скульптурное изображение внушительного льва (обыгрывая таким образом название Lion).
- Зоопарк «Parc Animalier de Ziniaré» находится 30 км к востоку от города.
- Национальный музей музыки представляет собой собрание традиционных музыкальных инструментов народов страны.
- Musée de Manega — музей национального быта народов страны, расположен в 55 км к северо-западу от города.

## Социальная сфера

### Образование
Несмотря на низкий уровень грамотности жителей, в городе есть 10 университетов. Городской Университет Уагадугу основан в 1974 году. Преподавание ведется на французском и одном из основных местных языков (мооре, дьюла, фула). Двуязычное обучение в школах (французский+один из местных языков) введено с 1994 года.

### Здравоохранение
В Уагадугу существуют как частные, так и государственные больницы. Государственные больницы: Центральный национальный госпиталь (CHNYO) и Центральная детская больница им. Шарля де Голля (CHNP-CDG). Однако местное население часто предпочитает традиционной медицине помощь шаманов и целителей.

### Спорт, культура, досуг
Среди жителей города популярны футбол, волейбол и баскетбол, а также многие разновидности бега. Соревнования проводятся под эгидами местных объединений.
В городе проводятся различные культурные мероприятия, такие как Maison du Peuple и Salle des Banquets. Также проводятся многочисленные музыкальные концерты представителей самых разных жанров: от традиционной музыки до рэпа.

### Искусство
В городе проводятся различные фестивали: FESPACO (Панафриканский фестиваль кино и телевидения), который является самым большим фестивалем такого рода в Африке, SIAO (Международный фестиваль искусства и ремесел), FESPAM (Панафриканский музыкальный фестиваль), FITMO (Международный фестиваль театра и театра марионеток) и FESTIVO.

## Города-побратимы
- Квебек, Канада
- Бордо, Франция
- Гренобль, Франция
- Лион, Франция[17]
- Лудён, Франция
- Сан-Миниато, Италия
- Турин, Италия
- Лёз-ан-Эно, Бельгия
- Женева, Швейцария
- Кувейт, Кувейт
- Анкара, Турция
- Тайбэй, Тайвань[18][19]
- Кумаси, Гана
- Марракеш, Марокко

## Иллюстрации

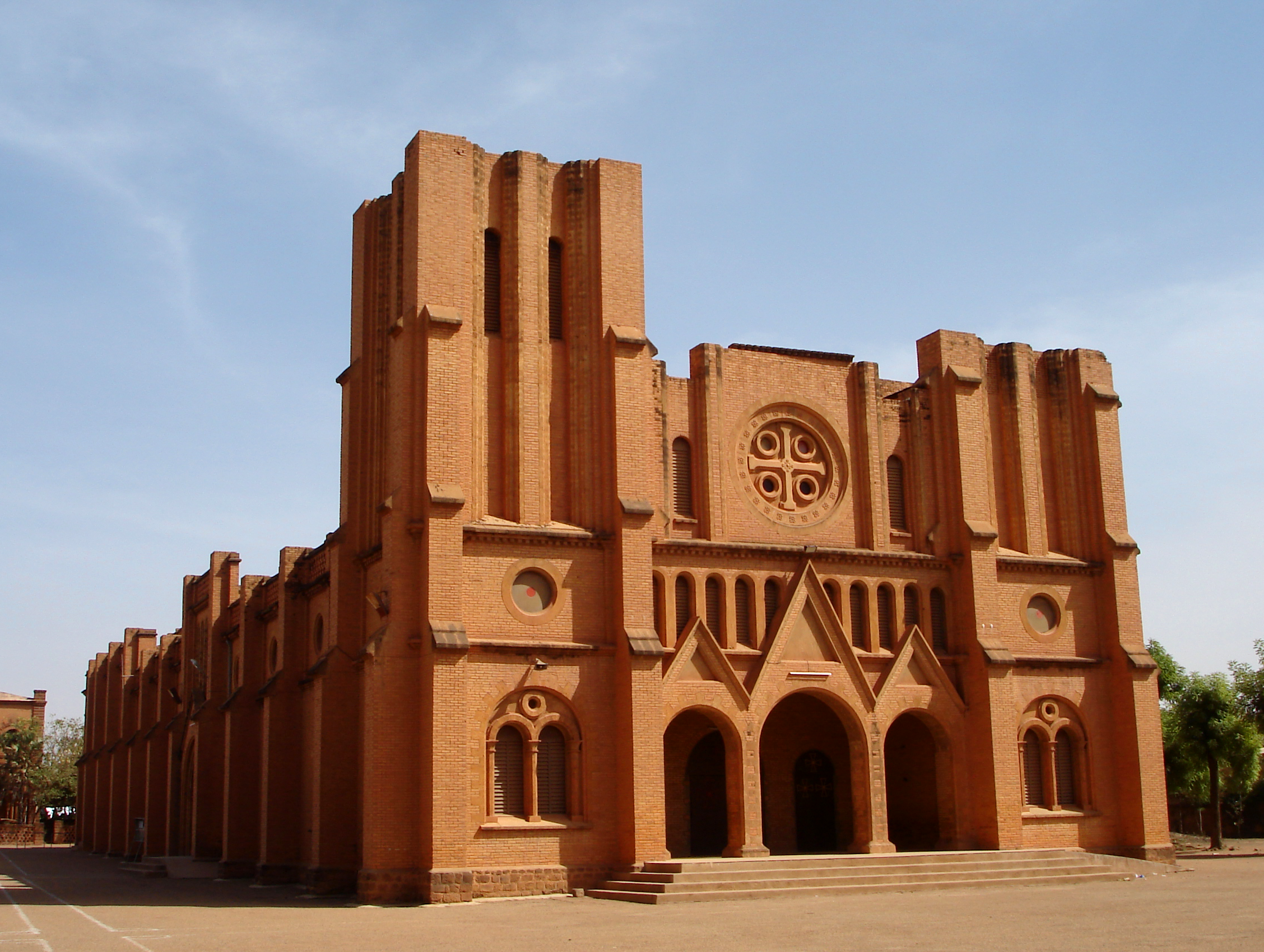
Собор Непорочного Зачатия Пресвятой Девы Марии
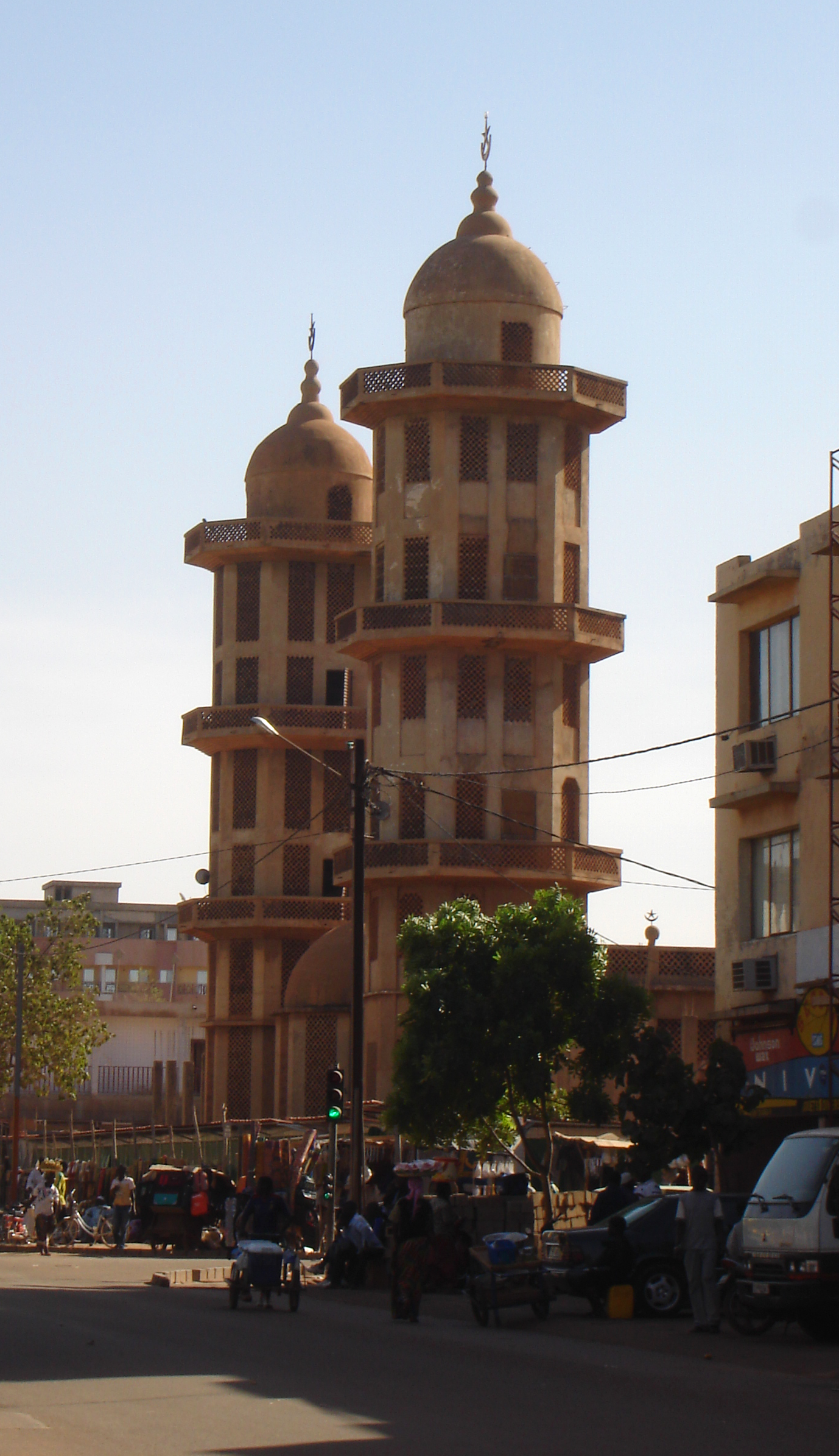
Большая мечеть
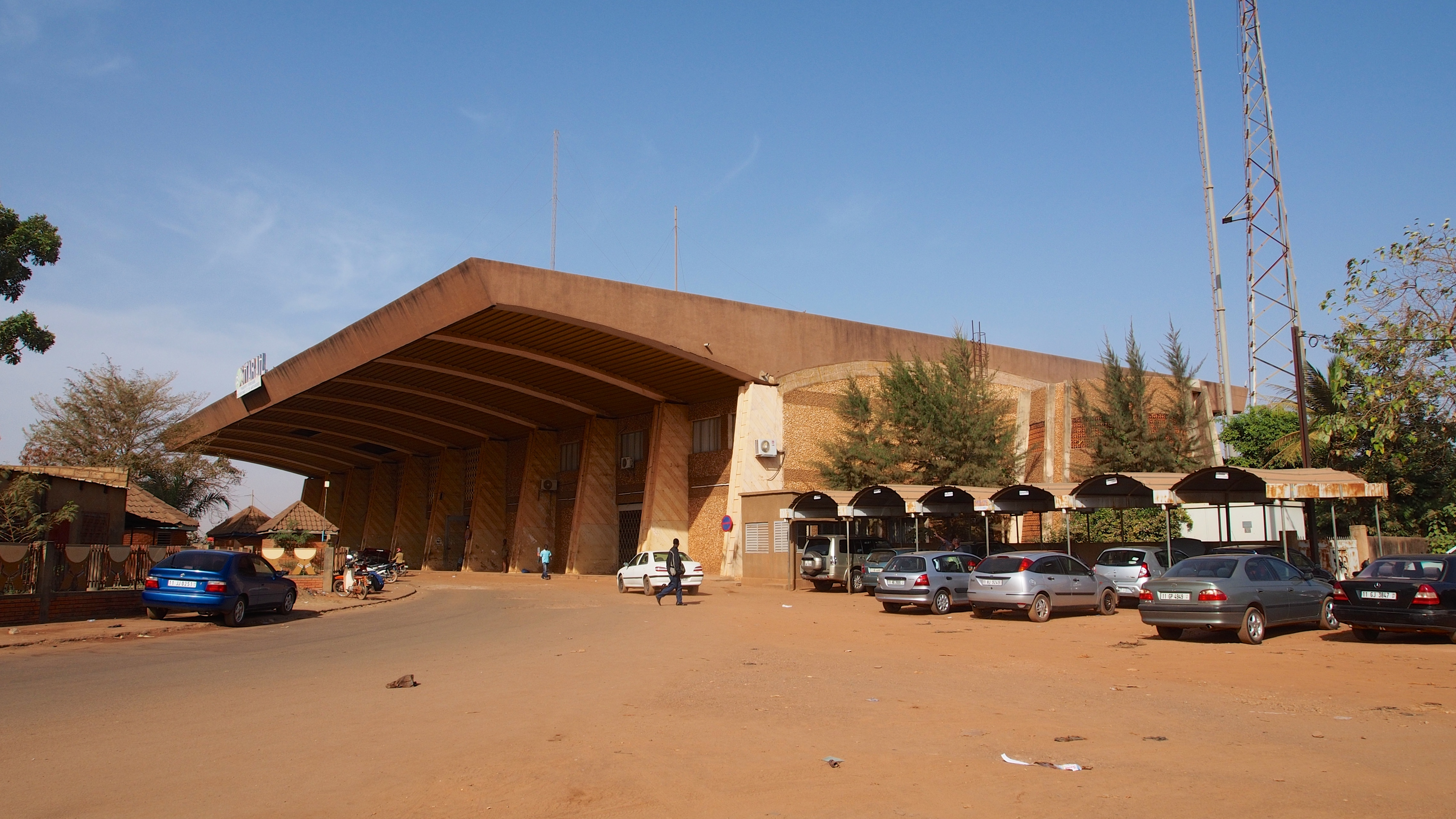
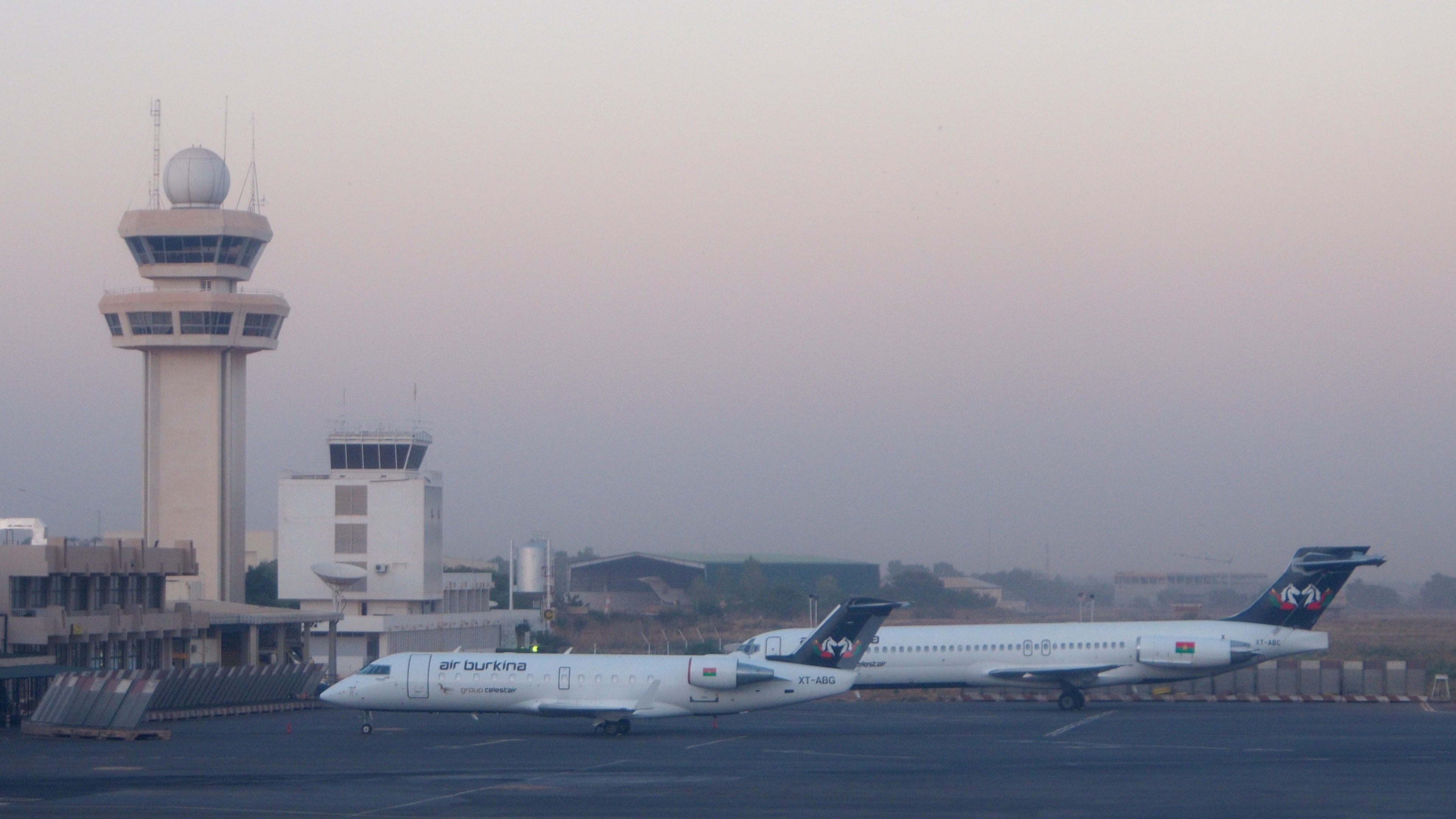
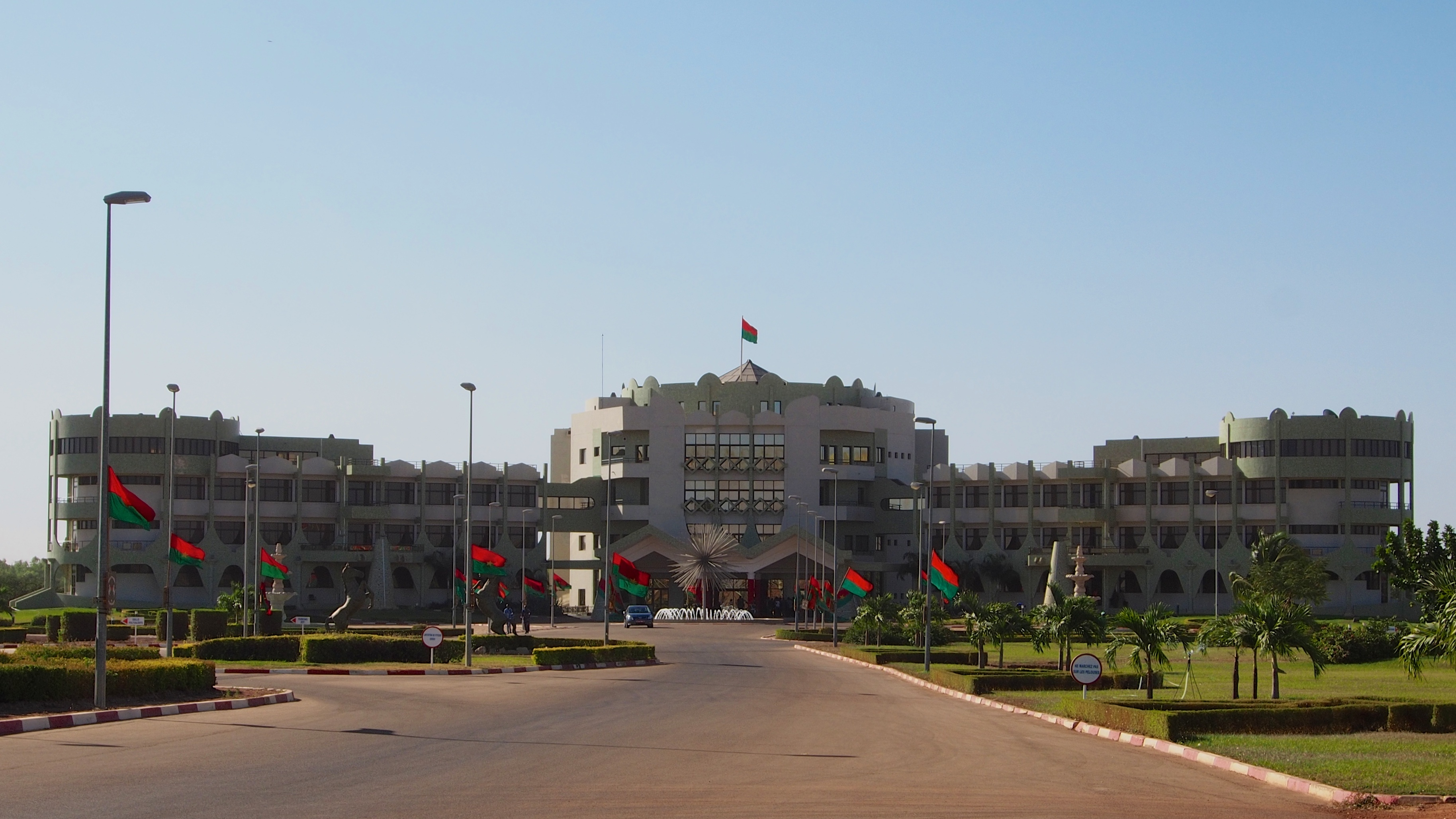
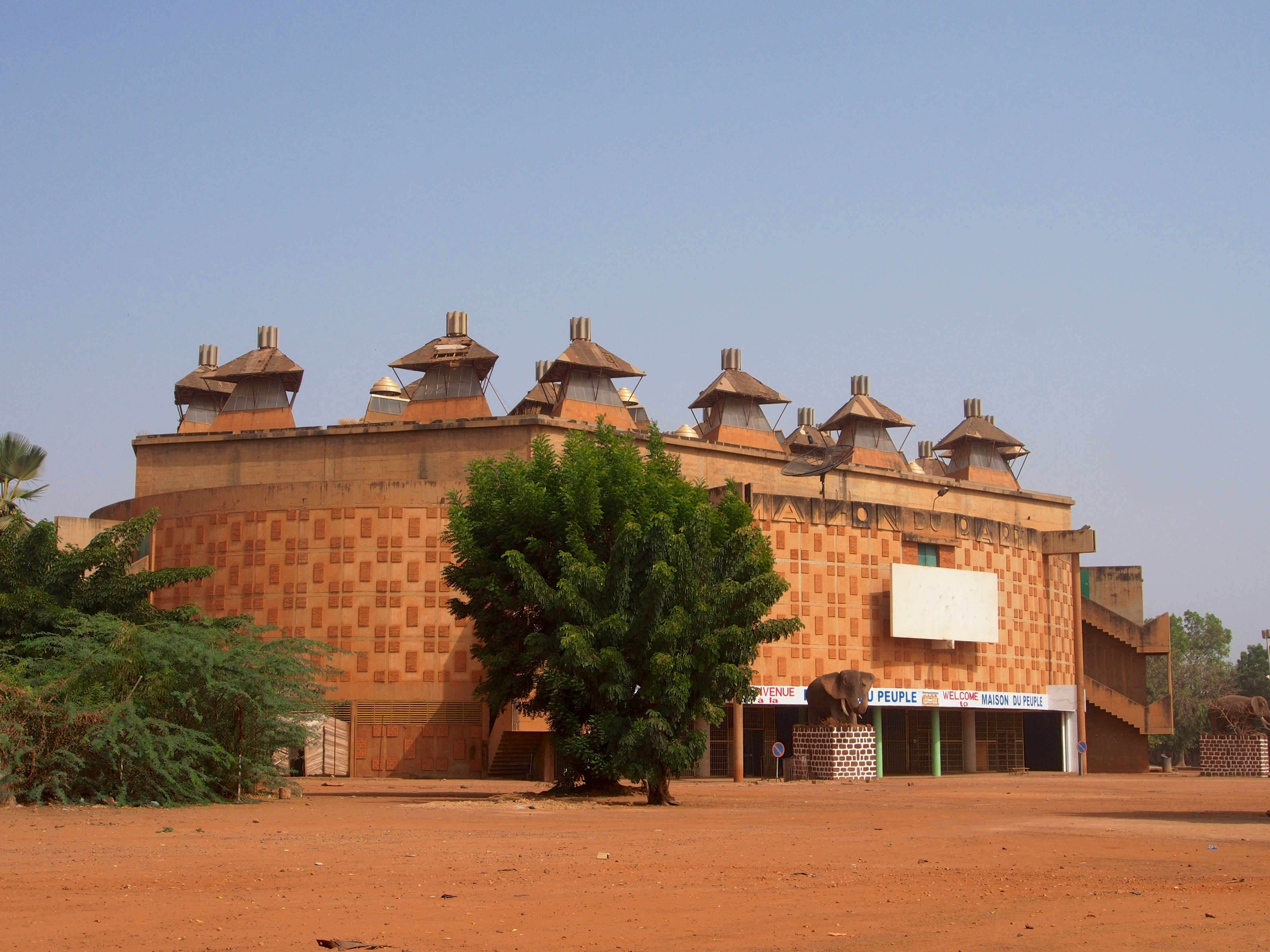
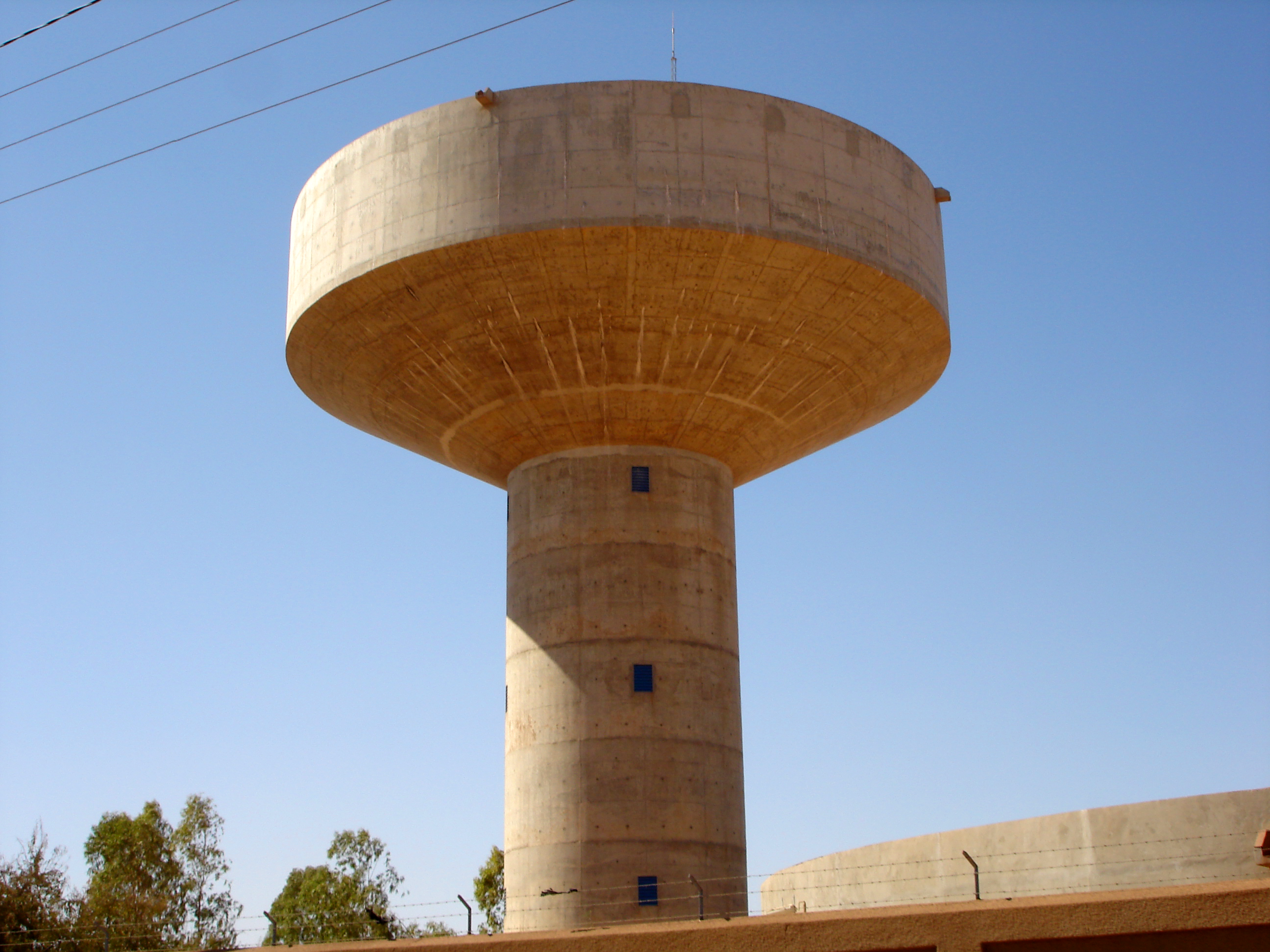
Водонапорная башня
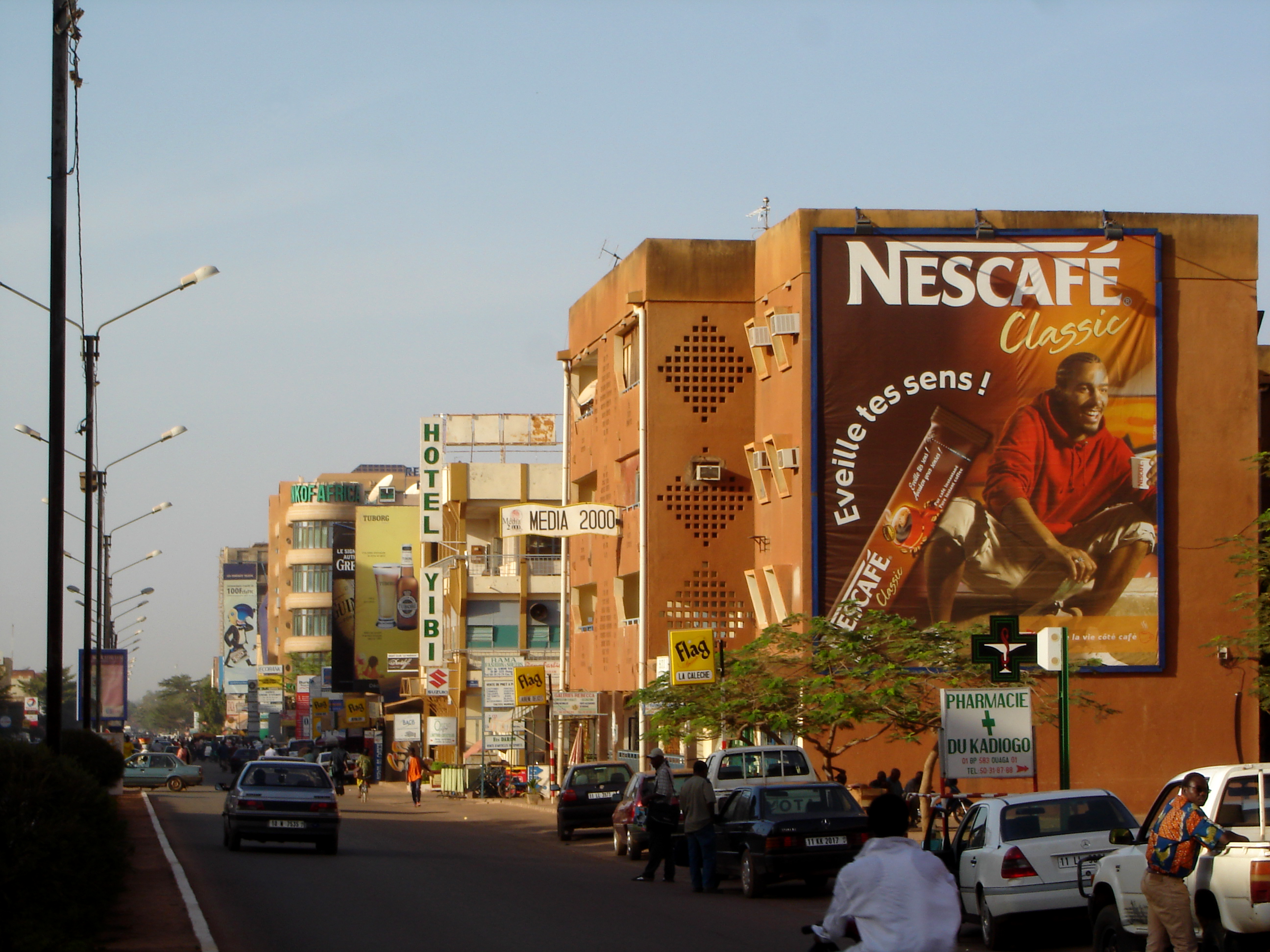
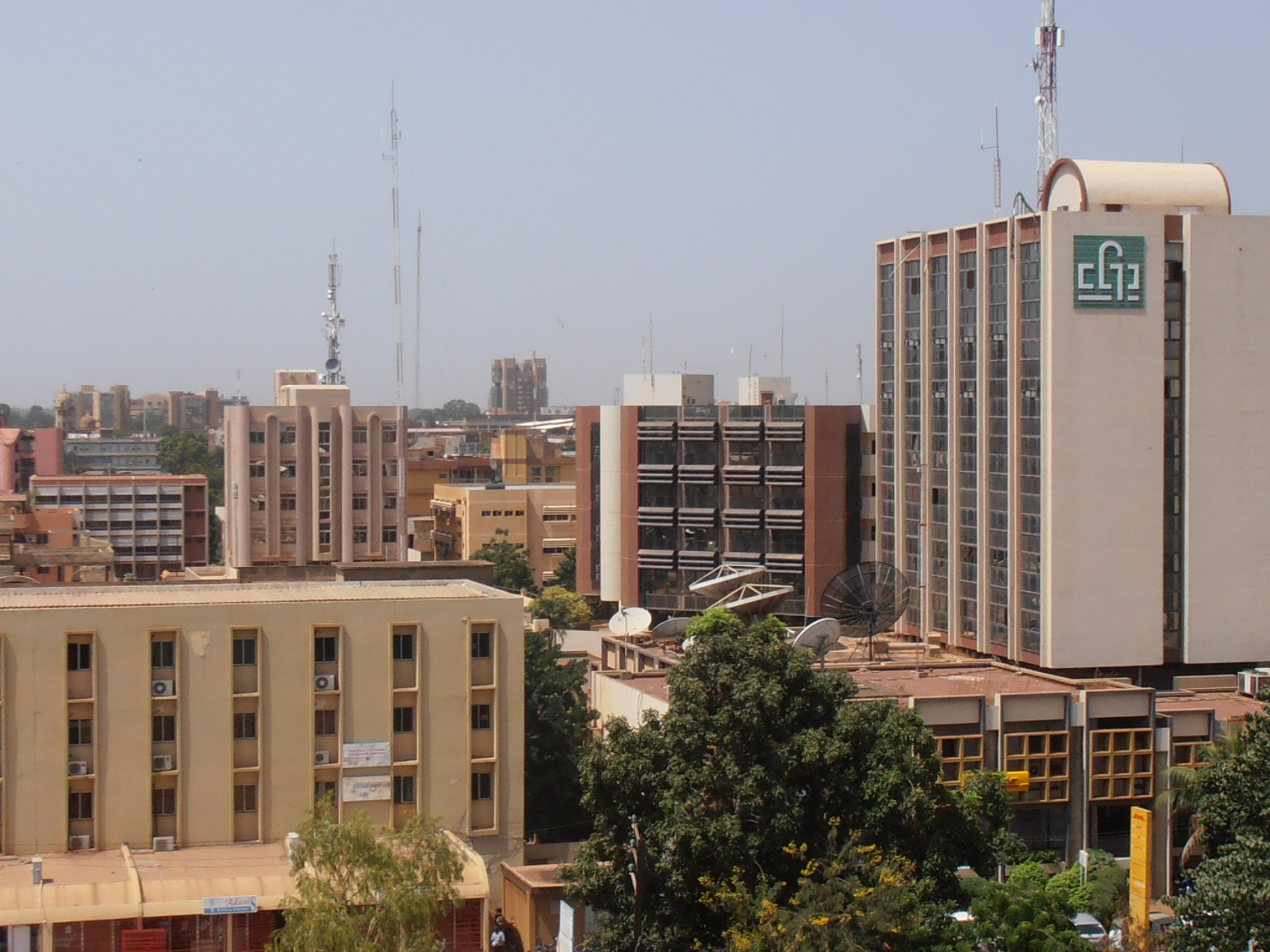
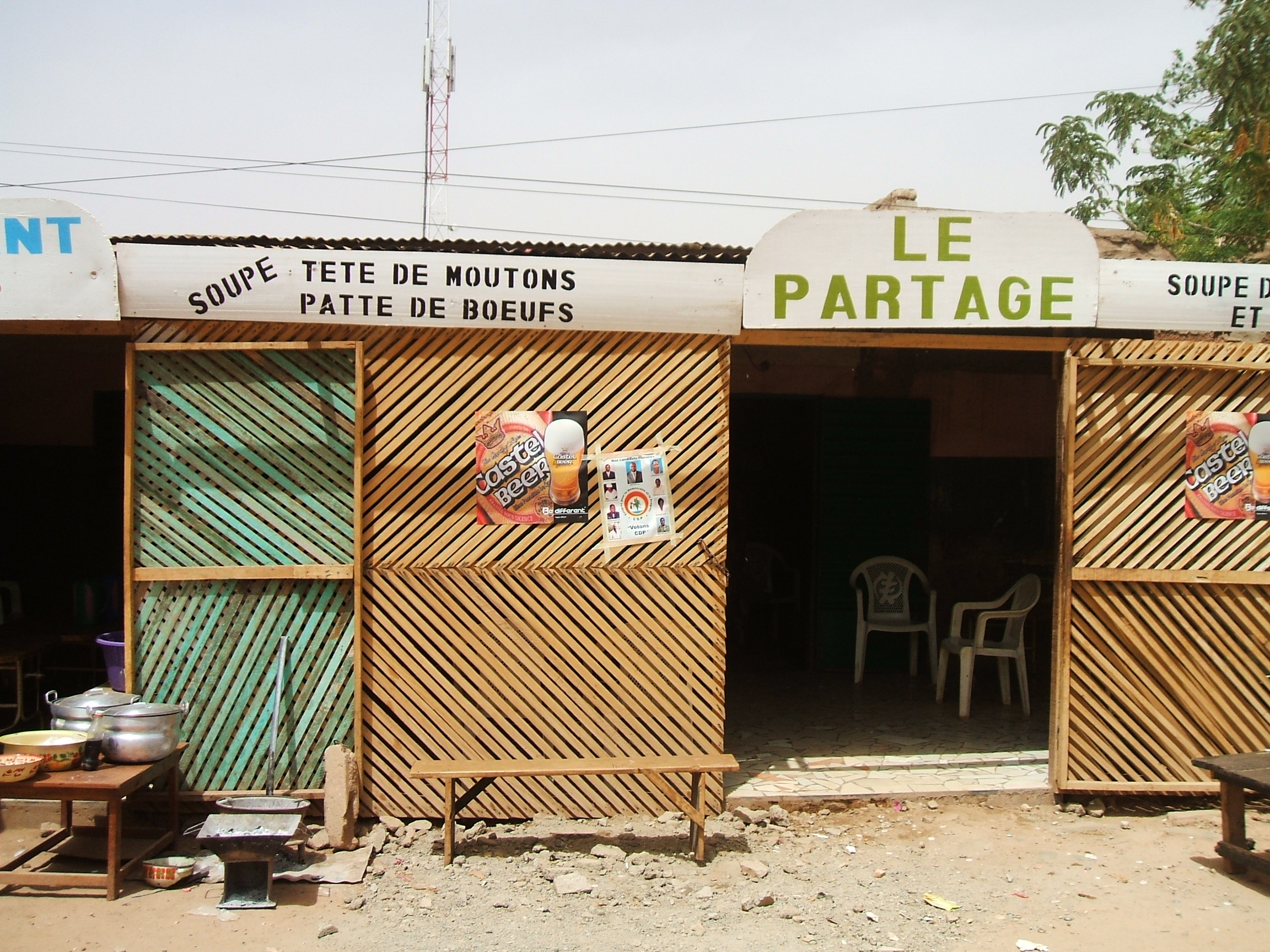
Макис — стандартный уличный ресторанчик в Африке
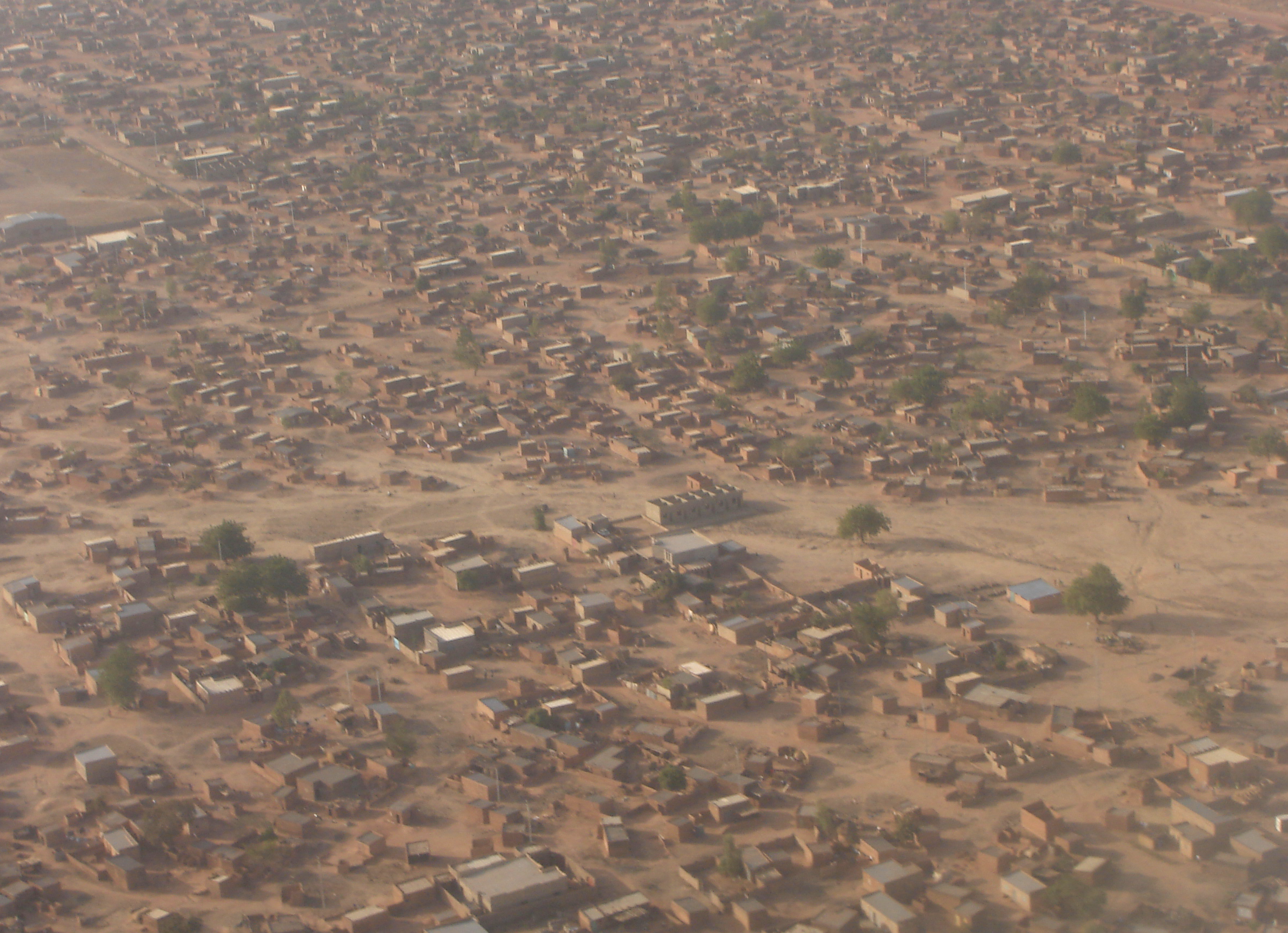
Трущобы пригородов
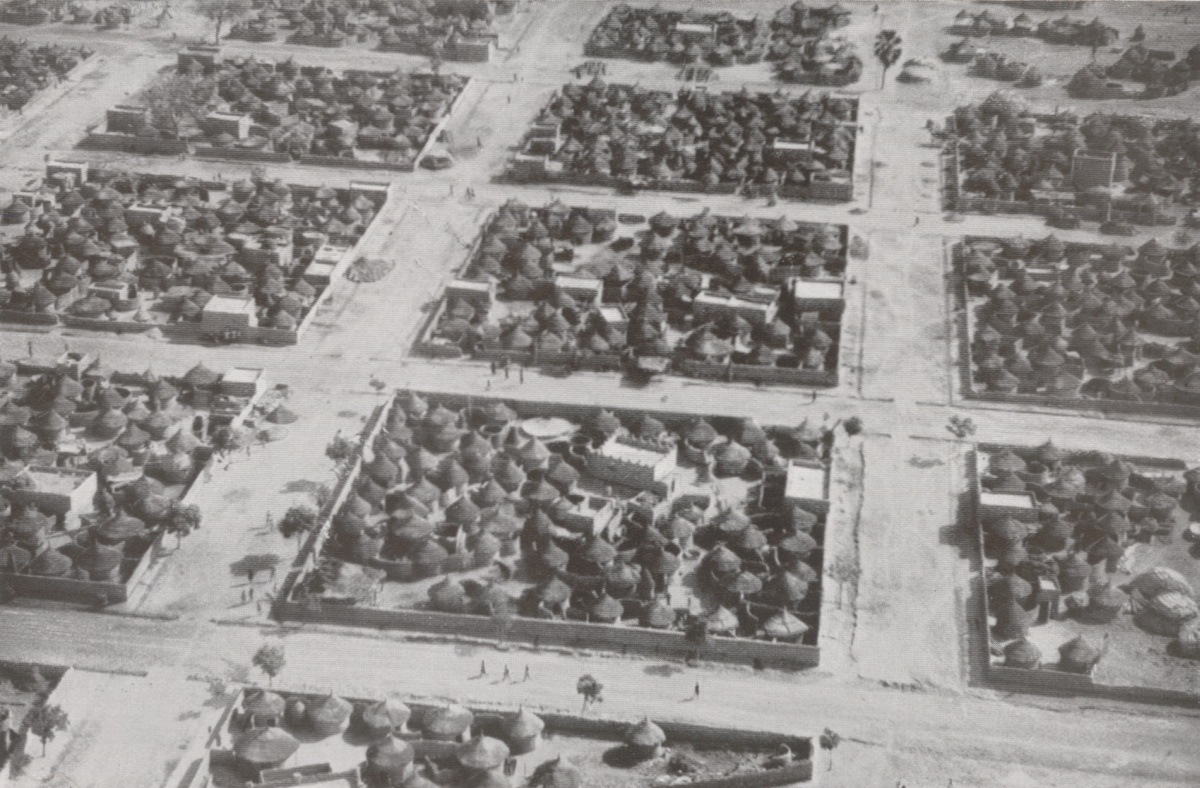
Деревянный Уагадугу (1930—31)